# Aimee Teegarden
Aimee Richelle Teegarden (Downey, 10 oktober 1989) is een Amerikaans model, actrice en producent.
In mei 2011 is ze tijdens de Young Hollywood Awards uitgeroepen tot actrice van het jaar. Teegarden had rollen in onder andere  Beverly Hills, 90210, Hannah Montana, Cold Case en CSI: Miami.

## Filmografie (selectie)
- Rings, film (2017) - Skye Johnston
- Beneath Of The Darkness, film (2011) - Abby
- Prom, film (2011) - Nova Prescott
- Scream 4, film (2011) - Jenny Randall
- Friday Night Lights, televisieserie (2006-2010) - Julie Taylor
- Call of the Wild, film (2009) - Tracy
- Legend of the seeker, serie (2009) - Annabella (1 aflevering)

- Biblioteca Nacional de España: XX5593633
- Bibliothèque nationale de France: cb165053942 (data)
- Gemeinsame Normdatei: 1024147177
- International Standard Name Identifier: 0000 0003 6268 7541
- Library of Congress Control Number: no2010016795
- Nederlandse Thesaurus van Auteursnamen: 338205403
- Système universitaire de documentation: 243220790
- Virtual International Authority File: 226750436
- WorldCat: E39PBJvmQk4k43mdpGRqRB7mBP